# Kentucky (rzeka)
Kentucky – rzeka w stanie Kentucky, lewy dopływ Ohio. Liczy 417 km długości. Powstaje koło Beattyville z połączenia trzech rzek źródłowych, mających swe źródła na wyżynie Cumberland. Głównym miastem nad Kentucky jest Frankfort. Wpływa do Ohio 19,3 km od Madison.
Przepływ rzeki w okolicach różnych miejscowości:
- Willow - 52,95 m³/s
- Winchester - 72,49 m³/s
- Tyrone - 88,63 m³/s